# Fredrick Federley

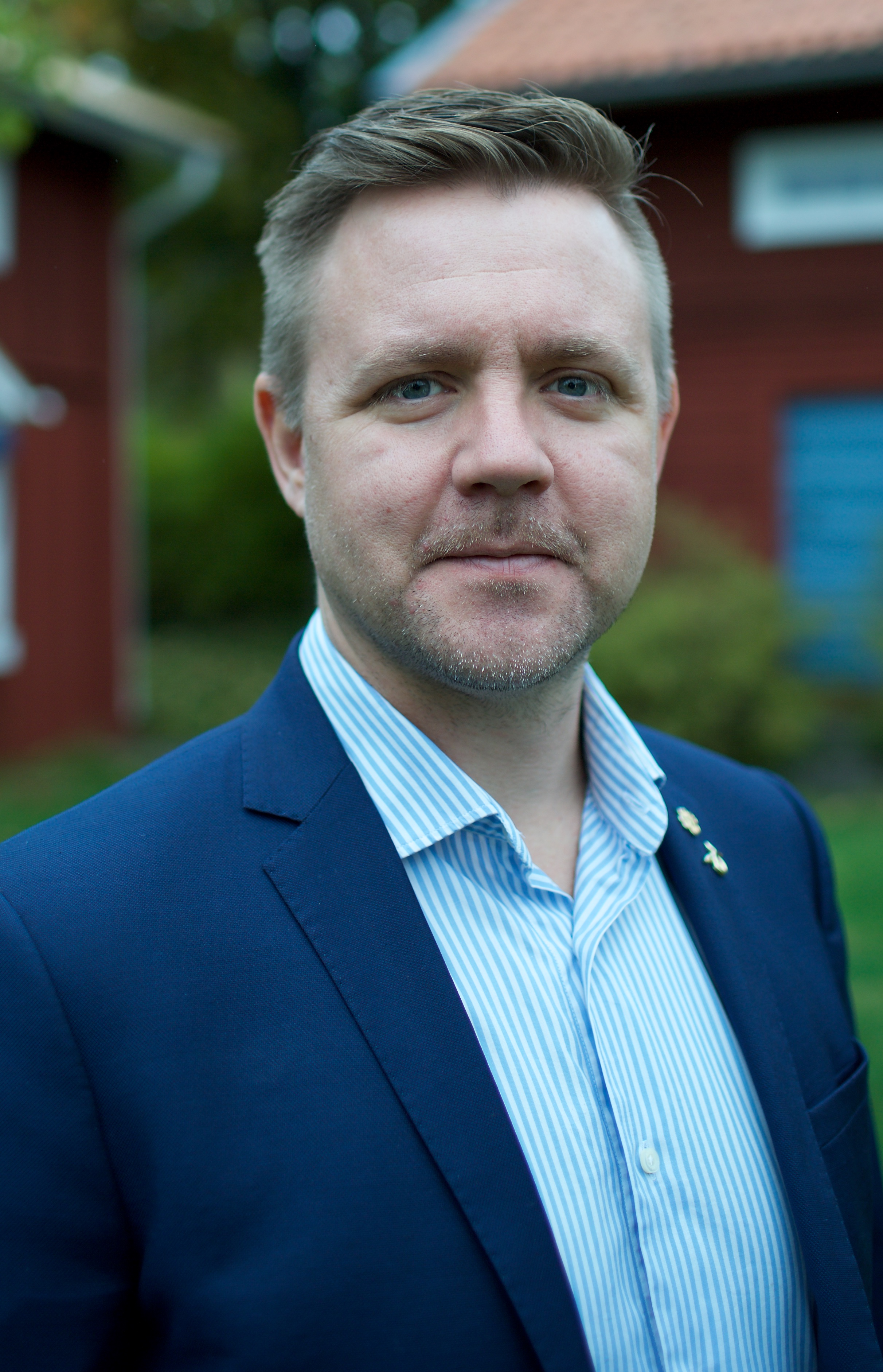
Fredrick Federley (2017)

Fredrick Federley (* 6. Mai 1978 in Munktorp, Gemeinde Köping) ist ein ehemaliger schwedischer Politiker der Centerpartiet. Im Dezember 2020 verließ er die Politik, als sein Partner wegen Vergewaltigung eines Kindes verurteilt wurde.

## Leben
Federley war Mitglied der Centerpartiet. Er studierte Rechtswissenschaften und Politikwissenschaften an der Universität Örebro. Später zog er nach Jakobsberg und arbeitete als Journalist bei der Zeitung Norrtelje Tidning. Federley lebte offen homosexuell in einer Beziehung.
Ab 2006 war Federley Abgeordneter im Reichstag. Bei der Europawahl 2014 wurde er ins Europäische Parlament gewählt. Am 12. Dezember 2020 schied er aus dem Parlament aus. Für ihn rückte Emma Wiesner nach.